# Sofiane Hanitser
Sofiane Hanitser est un footballeur international algérien, né le 20 octobre 1984 à Hassi Mefsoukh dans la banlieue d'Oran. Il évolue au poste d'attaquant,.

## Biographie
Avec le club de l'USM Alger, il joue deux matchs en Ligue des champions d'Afrique.
Il inscrit 16 buts en première division algérienne lors de la saison 2009-2010 avec l'équipe de l'USM El Harrach, ce qui fait de lui le deuxième meilleur buteur du championnat, derrière Hadj Bouguèche et ses 17 buts.
Il reçoit une sélection en équipe d'Algérie le 4 juin 2006 en match amical contre le Soudan (victoire 1-0).

## Statistiques Club
| Saison                | Club                  | Championnat           | Championnat | Championnat | Coupe(s) nationale(s) | Coupe(s) nationale(s) | Compétition(s) continentale(s) | Compétition(s) continentale(s) | Compétition(s) continentale(s) | Total | Total |
| Saison                | Club                  | Division              | M.          | B.          | M.                    | B.                    | Comp.                          | M.                             | B.                             | M.    | B.    |
| 2002-2003             | ASM Oran              | 1                     | 1           | 0           | -                     | -                     | -                              | -                              | -                              | 1     | 0     |
| 2003-2004             | ASM Oran              | 2                     | -           | -           | -                     | -                     | -                              | -                              | -                              | 0     | 0     |
| 2004-2005             | ASM Oran              | 2                     | -           | 12          | 4                     | 8                     | -                              | -                              | -                              | 4     | 20    |
| 2005-2006             | ASM Oran              | 2                     | -           | 15          | 1                     | 0                     | -                              | -                              | -                              | 1     | 15    |
| 2006-2007             | ASM Oran              | 1                     | 13          | 6           | -                     | -                     | -                              | -                              | -                              | 13    | 6     |
| 2006-2007             | USM Alger             | 1                     | 10          | 4           | 4                     | 0                     | C1                             | 2                              | 0                              | 16    | 4     |
| 2007-2008             | MC Oran               | 1                     | 25          | 4           | 3                     | 2                     | -                              | -                              | -                              | 28    | 6     |
| 2008-2009             | USM El Harrach        | 1                     | -           | -           | -                     | -                     | -                              | -                              | -                              | 0     | 0     |
| 2009-2010             | USM El Harrach        | 1                     | 32          | 16          | -                     | -                     | -                              | -                              | -                              | 32    | 16    |
| 2010-2011             | USM El Harrach        | 1                     | 5           | 2           | -                     | -                     | -                              | -                              | -                              | 5     | 2     |
| 2011-2012             | USM El Harrach        | 1                     | 5           | 0           | -                     | -                     | -                              | -                              | -                              | 5     | 0 ̈    |
| 2012-2013             | USM El Harrach        | 1                     | 5           | 0           | -                     | -                     | -                              | -                              | -                              | 5     | 0     |
| 2013-2014             | USM El Harrach        | 1                     | 5           | 2           | -                     | -                     | -                              | -                              | -                              | 5     | 2     |
| Total sur la carrière | Total sur la carrière | Total sur la carrière | +100        | 60          | 10                    | 8                     | -                              | 2                              | 0                              | 112   | 68    |

## Palmarès
- Vice-champion d'Algérie en 2013 avec l'USM El Harrach.
- Finaliste de la coupe d'Algérie en 2007 avec l'USM Alger.
- Finaliste de la coupe d'Algérie en 2011 avec l'USM El Harrach.
- Accession en Ligue 1 en 2006 avec l'ASM Oran.